# Rezerwat przyrody Jeleń
Rezerwat przyrody Jeleń – leśny rezerwat przyrody w miejscowości Sługocice w gminie Tomaszów Mazowiecki, w powiecie tomaszowskim, w województwie łódzkim. Leży w obrębie otuliny Spalskiego Parku Krajobrazowego, przy drodze wojewódzkiej nr 713.
Zajmuje powierzchnię 48,97 ha (akt powołujący podawał 47,19 ha). Został powołany Zarządzeniem Ministra Leśnictwa i Przemysłu Drzewnego z 24 maja 1976 roku (M.P. z 1976 r. nr 24, poz. 108). Według aktu powołującego celem ochrony jest zachowanie fragmentu naturalnych, wielogatunkowych drzewostanów z udziałem jodły na jej północnej granicy zasięgu w Puszczy Pilickiej.
Stwierdzono tu występowanie 248 gatunków roślin naczyniowych, 45 gatunków mszaków i 6 gatunków porostów. Do tutejszych roślin chronionych należą: widłak jałowcowaty, kruszczyk szerokolistny, czarcikęsik Kluka, podkolan biały.